# Bosanska Otoka

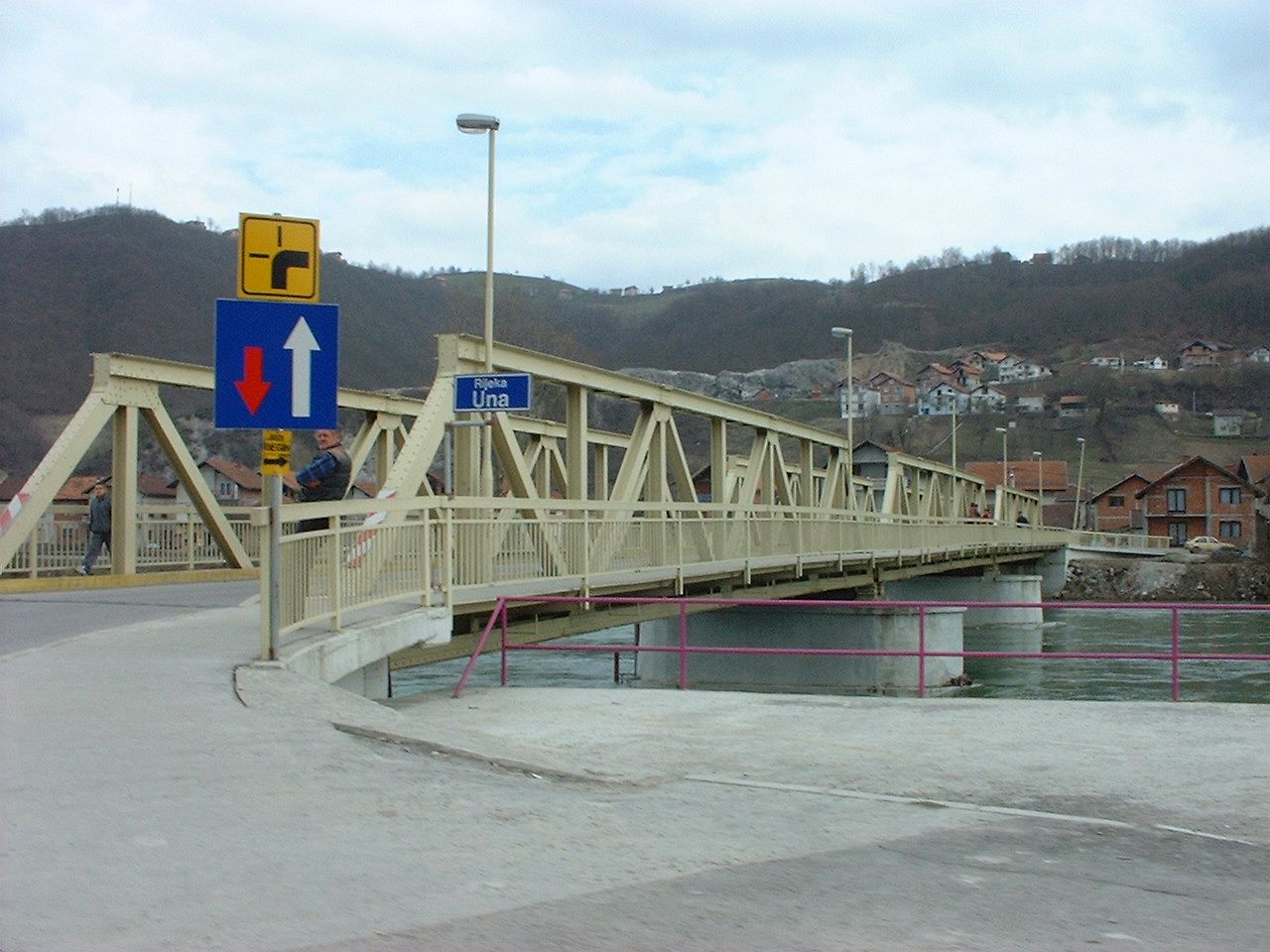
Most přes řeku Unu v Bosnaské Otoce

Bosanska Otoka (nebo jen zkráceně Otoka) je malé město na řece Uně v Bosně a Hercegovině. Administrativně spadá pod město Bosanska Krupa. V roce 1991 mělo město 4063 obyvatel.
Součástí opčiny Krupa na Uni je od roku 1995, kdy sem bylo zařazeno na základě rozhodnutí v Daytonské mírové smlouvě. V padesátých letech existovala samostatná Otočská opčina, jejíž součástí bylo ještě dalších okolních 10 vesnic.
Obec se nachází 11 km od Bosanské Krupy, 23 km od Bužima a 22 km od Bosanského Nového. Město se rozkládá na obou březích řeky Uny, spojuje je jediný most, který byl vybudován roku 1920. Město má napojení na železniční síť, a to na tzv. Unskou dráhu.